# Chalatenango
Pour les articles homonymes, voir Chalatenango (homonymie).
Chalatenango est une municipalité du département de Chalatenango au Salvador.

## Géographie
Située dans le Nord-Ouest du Salvador, à 70 kilomètres de San Salvador, Chalatenango est la capitale et la principale ville du département éponyme. 
Elle a acquis le statut de ville (en espagnol: ciudad) en 1871 et, dès le XIXe siècle, s'est équipée d'une mairie (en espagnol: alcadía), d'un hôpital rural, d'écoles et a fait aménager une place centrale en son petit centre-ville. Son importance locale a été favorisée par sa liaison routière avec la ville de Santa Ana, la principale cité de l'ouest du Salvador.

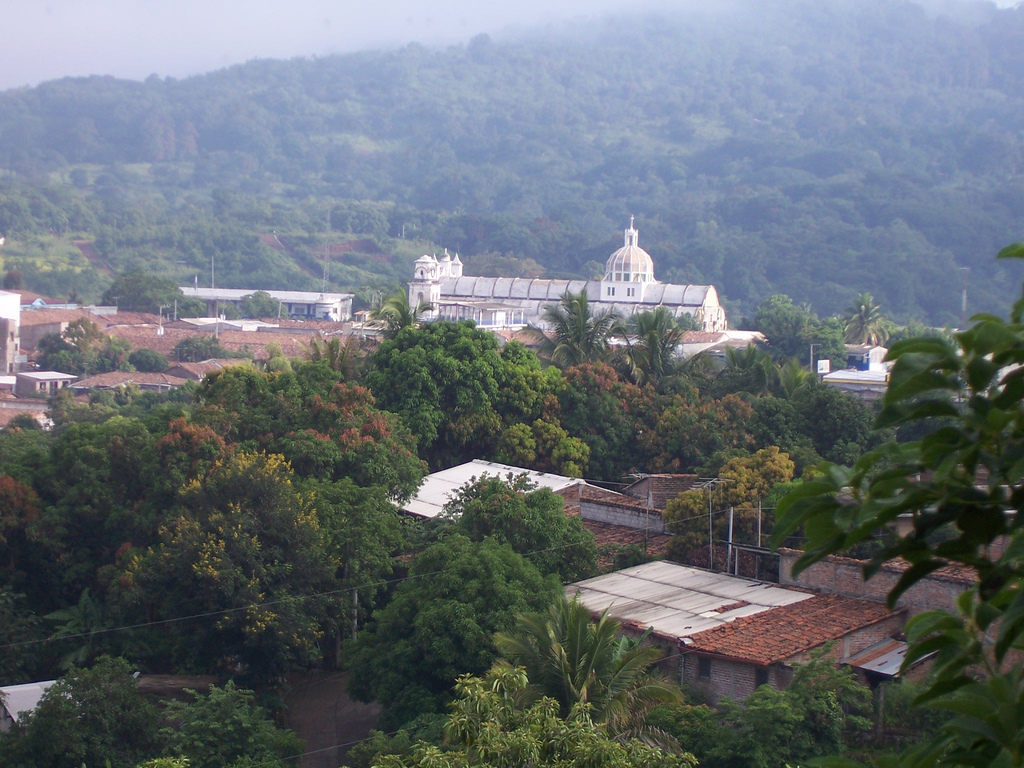
Vue panoramique de Chalatenango aux abords de la Sierra Madre de Chiapas

La ville s'est établie sur les abords de la Sierra Madre de Chiapas où culmine le Cerro El Pital, le plus haut sommet du Salvador.
Par sa situation géographique au nord du Barrage hydroélectrique de Cerrón Grande qui forme le plus grand lac artificiel d'eau douce du Salvador établi sur le cours moyen du río Lempa, elle est devenue un important marché agricole et centre de production de café. La ville a aussi développé l'artisanat local tout en étant le principal centre de commerces et de services dans son département.

## Personnalités liées à la municipalité
- Otto Romero (né en 1955), homme politique salvadorien